# Beija-flor-estrela
O beija-flor-estrela, beija-flor-peito-laranja ou beija-flor-de-peito-laranja  (Heliodoxa aurescens) é uma espécie de ave da família Trochilidae (beija-flores).
Pode ser encontrada nos seguintes países: Bolívia, Brasil, Colômbia, Equador, Peru e Venezuela.
Os seus habitats naturais são: florestas subtropicais ou tropicais húmidas de baixa altitude e pântanos subtropicais ou tropicais.

## Nomenclatura
O nome beija-flor-estrela é o selecionado como nome vernáculo técnico para a espécie pelo Comitê Brasileiro de Registros Ornitológicos (CBRO).